# Annarayapura, Hunsur
Annarayapura là một làng thuộc tehsil Hunsur, huyện Mysore, bang Karnataka, Ấn Độ.